# 11-й отдельный зенитный артиллерийский дивизион
11-й отдельный зенитный артиллерийский дивизион - воинская часть вооружённых сил СССР в Великой Отечественной войне. Во время ВОВ официально существовало три формирования подразделения с номером 11 в составе сухопутных войск и один в составе ПВО страны.

## 11-й отдельный зенитный артиллерийский дивизион ПВО страны
В составе действующей армии во время ВОВ по соответствующему перечню с 15 июля 1941 года по 20 августа 1944 года.
На 22 июня 1941 года входил в состав Южной зоны ПВО. Осуществлял воздушное прикрытие объектов в Донбассе, Ростове, Закавказье, Северном Кавказе, юге Украины

### Подчинение
| Дата            | Фронт (округ)                   | Армия                                 | Корпус | Дивизия | Бригада | Примечания |
| --------------- | ------------------------------- | ------------------------------------- | ------ | ------- | ------- | ---------- |
| 22.06.1941 года | Южная зона ПВО                  | -                                     | -      | -       | -       | -          |
| 01.07.1941 года | Южная зона ПВО                  | -                                     | -      | -       | -       | -          |
| 10.07.1941 года | Южная зона ПВО                  | -                                     | -      | -       | -       | -          |
| 01.08.1941 года | Южная зона ПВО                  | -                                     | -      | -       | -       | -          |
| 01.09.1941 года | Южная зона ПВО                  | -                                     | -      | -       | -       | -          |
| 01.10.1941 года | Южная зона ПВО                  | -                                     | -      | -       | -       | -          |
| 01.11.1941 года | Южная зона ПВО                  | -                                     | -      | -       | -       | -          |
| 01.12.1941 года | Южный фронт                     | Донбасский бригадный район ПВО        | -      | -       | -       | =          |
| 01.01.1942 года | Южный фронт                     | Донбасский бригадный район ПВО        | -      | -       | -       | -          |
| 01.02.1942 года | Южный фронт                     | Донбасский бригадный район ПВО        | -      | -       | -       | -          |
| 01.03.1942 года | Южный фронт                     | Донбасский бригадный район ПВО        | -      | -       | -       | -          |
| 01.03.1942 года | Южный фронт                     | Донбасский бригадный район ПВО        | -      | -       | -       | -          |
| 01.04.1942 года | Южный фронт                     | Донбасский бригадный район ПВО        | -      | -       | -       | -          |
| 01.05.1942 года | Южный фронт                     | Донбасский бригадный район ПВО        | -      | -       | -       | -          |
| 01.06.1942 года | Южный фронт                     | Донбасский бригадный район ПВО        | -      | -       | -       | -          |
| 01.07.1942 года | Южный фронт                     | Донбасский бригадный район ПВО        | -      | -       | -       | -          |
| 01.08.1942 года | Северо-Кавказский фронт         | Ростовский дивизионный район ПВО      | -      | -       | -       | -          |
| 01.09.1942 года | Северо-Кавказский военный округ | Грозненский дивизионный район ПВО     | -      | -       | -       | -          |
| 01.10.1942 года | Закавказский фронт              | Грозненский дивизионный район ПВО     | -      | -       | -       | -          |
| 01.11.1942 года | Закавказский фронт              | Грозненский дивизионный район ПВО     | -      | -       | -       | -          |
| 01.12.1942 года | Закавказский фронт              | Грозненский дивизионный район ПВО     | -      | -       | -       | -          |
| 01.01.1943 года | Закавказский фронт              | Грозненский дивизионный район ПВО     | -      | -       | -       | -          |
| 01.02.1943 года | Закавказский фронт              | Грозненский дивизионный район ПВО     | -      | -       | -       | -          |
| 01.03.1943 года | Закавказский фронт              | Грозненский дивизионный район ПВО     | -      | -       | -       | -          |
| 01.04.1943 года | Закавказский фронт              | Грозненский дивизионный район ПВО     | -      | -       | -       | -          |
| 01.05.1943 года | Северо-Кавказский фронт         | Краснодарский дивизионный район ПВО   | -      | -       | -       | -          |
| 01.06.1943 года | Северо-Кавказский фронт         | Краснодарский дивизионный район ПВО   | -      | -       | -       | -          |
| 01.07.1943 года | Западный фронт ПВО              | Северо-Кавказский корпусной район ПВО | -      | -       | -       | -          |
| 01.08.1943 года | Западный фронт ПВО              | Северо-Кавказский корпусной район ПВО | -      | -       | -       | -          |
| 01.09.1943 года | Западный фронт ПВО              | Северо-Кавказский корпусной район ПВО | -      | -       | -       | -          |
| 01.10.1943 года | Западный фронт ПВО              | Ростовский корпусной район ПВО        | -      | -       | -       | -          |
| 01.11.1943 года | Западный фронт ПВО              | Донбасский корпусной район ПВО        | -      | -       | -       | -          |
| 01.12.1943 года | Западный фронт ПВО              | Донбасский корпусной район ПВО        | -      | -       | -       | -          |
| 01.01.1944 года | Западный фронт ПВО              | Донбасский корпусной район ПВО        | -      | -       | -       | -          |
| 01.02.1944 года | Западный фронт ПВО              | Одесский корпусной район ПВО          | -      | -       | -       | -          |
| 01.03.1944 года | Западный фронт ПВО              | Одесский корпусной район ПВО          | -      | -       | -       | -          |
| 01.04.1944 года | Западный фронт ПВО              | Одесский корпусной район ПВО          | -      | -       | -       | -          |
| 01.04.1944 года | Южный фронт ПВО                 | 12-й корпус ПВО                       | -      | -       | -       | -          |
| 01.05.1944 года | Южный фронт ПВО                 | 12-й корпус ПВО                       | -      | -       | -       | -          |
| 01.06.1944 года | Южный фронт ПВО                 | 12-й корпус ПВО                       | -      | -       | -       | -          |
| 01.07.1944 года | Южный фронт ПВО                 | 12-й корпус ПВО                       | -      | -       | -       | -          |
| 01.08.1944 года | Южный фронт ПВО                 | 12-й корпус ПВО                       | -      | -       | -       | -          |

## 11-й отдельный зенитный артиллерийский дивизион 12-й армии
В составе действующей армии с 4 октября 1941 года по 28 июня 1942 года.
В течение всего времени существования подчинялся штабу 12-й армии, повторил её боевой путь.
28 июня 1942 года переименован в 7-й отдельный зенитный артиллерийский дивизион

## 11-й отдельный зенитный артиллерийский дивизион 65-го стрелкового корпуса, 235-й стрелковой дивизии
В составе действующей армии с 22 июня 1941 года по 13 октября 1941 года.
На 22 июня 1941 года дислоцировался в Таллине, 22-23 июня 1941 года перебрасывается к границе вместе с управлением корпуса, добрался до Елгавы, откуда начал отступление на восток.
Уже с первых чисел июля 1941 года находится в непосредственном подчинении штаба Северо-Западного фронта, в конце августа 1941 года передан в подчинение 11-й армии, с октября 1941 года - вновь в подчинении штаба фронта. Однако боевые действия вёл в составе 235-й стрелковой дивизии
Был изъят из дивизии в июле 1941 года под Лугой. Можно предположить, что в августе 1941 года был отрезан от частей дивизии у Луги, которая в дальнейшем попала в окружение и отступал к Новгороду, так как 13 октября 1941 года переименован в 242-й отдельный зенитный артиллерийский дивизион и вошёл в состав 305-й стрелковой дивизии, которая вела боевые действия под Новгородом.

## 11-й отдельный зенитный артиллерийский дивизион 11-й танковой дивизии
Сформирован на базе 18-го зенитного дивизиона в мае 1940 года в Кишинёве
В составе действующей армии с 22 июня 1941 года по 27 августа 1941 года.
На 22 июня 1941 года дислоцировался в Кишинёве, входя в состав 11-й танковой дивизии, повторил боевой путь дивизии.
27 августа 1941 года переформирован в отдельный зенитный артиллерийский дивизион 132-й танковой бригады